# Рыжебрюхая юхина
Рыжебрюхая юхина (Yuhina occipitalis) — вид птиц из семейства белоглазковых. Обитает на севере Индийского субконтинента, в основном в Восточных Гималаях. В ареал входят Бутан, Индия, Тибет (территория Китая), Мьянма и Непал. Естественной средой обитания представителей вида являются субтропические и тропические горные леса.

## Описание
Довольно крупная юхина, длина которой составляет 12-14 см. Оперение в серо-коричневой гамме, узкий заострённый клюв.
МСОП присвоил виду охранный статус LC. Известны два подвида.